# Butch Buchholz
Pour les articles homonymes, voir Buchholz.
Earl Henry Buchholz, Jr., dit Butch Buchholz, né le 16 septembre 1940 à Saint-Louis, est un joueur de tennis professionnel américain.

## Biographie
En tant que junior, il remporte Roland-Garros et Wimbledon en 1958 et l'Open d'Australie en 1959.
Demi-finaliste à l'US Open contre Rod Laver en 1960, il rejoint le circuit professionnel en 1961. En 1968, il fait partie des Handsome Eight, un groupe de joueurs de tennis faisant partie du nouveau circuit WCT.
Il arrête sa carrière à 29 ans en 1970 sur blessure, devient entraîneur pour l'USTA puis créé un club de tennis à Saint-Louis en 1971. Il a ensuite dirigé le tournoi WCT organisé dans la ville pendant trois ans. Il refait une apparition lors du tournoi de Jackson en 1975 et se paye le luxe d'éliminer le n°2 mondial John Newcombe en demi-finale.
Il a été délégué de la World Team Tennis en 1977 et 1978, puis directeur exécutif de l'ATP entre 1979 et 1983 et membre du conseil des joueurs de 1981 à 1983. Il fonde en 1985 le Lipton International Players Championships à Delray Beach, aujourd'hui connu comme étant le Masters de Miami, tournoi de premier plan ouvert à la fois aux hommes et aux femmes. Ce tournoi disputé au mois de février avait pour vocation d'être le premier grand rendez-vous de l'année, l'Open d'Australie étant alors organisé en décembre.
Il est membre du International Tennis Hall of Fame depuis 2005.

## Palmarès

### Titre en simple
| No | Date | Nom et lieu du tournoi   | Catégorie | Dotation | Surface | Finaliste     | Score |  |
| -- | ---- | ------------------------ | --------- | -------- | ------- | ------------- | ----- |  |
|    | 1962 | Tournoi de tennis US Pro |           | NC $     | NC      | Pancho Segura | NC    |  |

### Finales en simple
| No | Date       | Nom et lieu du tournoi             | Catégorie | Dotation | Surface         | Vainqueur    | Score              |  |
| -- | ---------- | ---------------------------------- | --------- | -------- | --------------- | ------------ | ------------------ |  |
| 1  | 04-08-1969 | Canadian Open, Toronto             |           | 7 500 $  | Terre (ext.)    | Cliff Richey | 6-4, 5-7, 6-4, 6-0 |  |
| 2  | 07-11-1969 | Open de Paris, Paris               |           | NC $     | Moquette (int.) | Tom Okker    | 8-6, 6-2, 6-1      |  |
| 3  | 26-03-1975 | Tennis South Invitational, Jackson |           | 35 000 $ | Moquette (int.) | Ken Rosewall | 7-5, 4-6, 7-6      |  |

### Finales en double
| No | Date       | Nom et lieu du tournoi                 | Catégorie | Dotation | Surface      | Vainqueurs                 | Partenaire    | Score                   |          |
| -- | ---------- | -------------------------------------- | --------- | -------- | ------------ | -------------------------- | ------------- | ----------------------- | -------- |
| 1  | 04-09-1959 | US National Championships Forest Hills | G. Chelem | NC $     | Gazon (ext.) | Neale Fraser Roy Emerson   | Alex Olmedo   | 3-6, 6-3, 5-7, 6-4, 7-5 | Parcours |
| 2  | 04-08-1969 | Canadian Open Toronto                  |           | 7 500 $  | Terre (ext.) | Ron Holmberg John Newcombe | Raymond Moore | 6-3, 6-4                |          |

### Autres performances
- US Open : demi-finaliste en 1960
- US Pro : demi-finaliste en 1963, 1965 et 1966
- Roland-Garros Pro : demi-finaliste en 1965 et 1966
- Wembley Pro : demi-finaliste en 1962, 1963 et 1965

## Résultats en Grand Chelem

### En simple
| Année | Open d'Australie | Open d'Australie | Roland-Garros | Roland-Garros | Wimbledon | Wimbledon | US Open | US Open |
| 1960  | -                | -                | Demi-finale   |               | -         | -         | -       | -       |

### En double
| Année | Open d'Australie               | Open d'Australie              | Roland-Garros | Roland-Garros | Wimbledon | Wimbledon | US Open            | US Open                  |
| ----- | ------------------------------ | ----------------------------- | ------------- | ------------- | --------- | --------- | ------------------ | ------------------------ |
| 1959  |                                |                               |               |               |           |           | Finale Alex Olmedo | Neale Fraser Roy Emerson |
| 1969  | 1er tour (1/16) Pierre Barthes | Malcolm Anderson Roger Taylor | -             | -             | -         | -         |                    |                          |